# Zero Tolerance
Zero Tolerance is een computerspel dat is ontwikkeld door Technopop en uitgegeven door Accolade. Het spel kwam in 1994 uit voor de Sega Mega Drive. Het is een sciencefictionspel. 
Een ruimtestation genaamd Europe-1 is overgenomen door ruimtewezens. Het nucleaire koelsysteem heeft het begeven een en meltdown dreigt. Het doel van het spel is te infiltreren in het ruimteschip en deze weer onder controle te krijgen. Ook moet het ruimtestation ontdaan worden van alle aliens door deze verdieping voor verdieping schoon te vegen. Het spel bevat 40 levels verdeelt over drie gedeeltes van het ruimteschip.
Het spel bestaat uit vijf personages met ieder hun unieke eigenschappen:
- Captain Scott Haile
- Captain Satoe Ishii
- Major Justin Wolf
- Major Tony Ramos
- Major Thomas Gjoerup

## Ontvangst
| Beoordeeld door                      | Datum            | Score |
| ------------------------------------ | ---------------- | ----- |
| GamePro (USA)                        | november 1994    | 90%   |
| Just Games Retro                     | 18 maart 2007    | 86%   |
| Shin Force                           | 11 maart 2000    | 81%   |
| Electronic Gaming Monthly (EGM)      | september 1994   | 75%   |
| Game Players                         | oktober 1994     | 65%   |
| Video Games & Computer Entertainment | december 1994    | 60%   |
| Sega-16.com                          | 6 september 2007 | 50%   |